# Grisuela
Grisuela es una localidad española del municipio de Rabanales de la provincia de Zamora, en la comunidad autónoma de Castilla y León.
Esta localidad es conocida en la comarca de Aliste por sus fuentes, una de ellas de agua sulfurada, llamada “La Fidionda”, con olor y sabor poco agradable, pero apreciada por sus poderes curativos de eczemas y heridas de la piel.

## Topónimo
Su origen está en el latín "ecclēsĭŏla", diminutivo de "ecclēsĭa", es decir, "iglesita". Se produce aféresis de la vocal iniciall, pero a diferencia de otros casos, sin palatalización de la "s". Es interesante remitir a la tesis expuesta por Juan Flores, para quien en este tipo toponímico puede estarse aludiendo a las pequeñas iglesias y oratorios de época paleocristiana y visigótica. Luis Cortés muestra otros representantes zamoranos del mismo topónimo: un paraje de Grisuela en Algodre, y sendos La Grijuela en Formariz y en Malva.

## Historia
Durante la Edad Media Grisuela quedó integrado en el Reino de León, cuyos monarcas habrían acometido la repoblación de la localidad dentro del proceso repoblador llevado a cabo en Aliste. Tras la independencia de Portugal del reino leonés en 1143 la localidad habría sufrido por su situación geográfica los conflictos entre los reinos leonés y portugués por el control de la frontera, quedando estabilizada la situación a inicios del siglo XIII.
Posteriormente, en la Edad Moderna, Grisuela estuvo integrado en el partido de Alcañices de la provincia de Zamora, tal y como reflejaba en 1773 Tomás López en Mapa de la Provincia de Zamora. Así, al reestructurarse las provincias y crearse las actuales en 1833, la localidad se mantuvo en la provincia zamorana, dentro de la Región Leonesa, integrándose en 1834 en el partido judicial de Alcañices, dependencia que se prolongó hasta 1983, cuando fue suprimido el mismo e integrado en el Partido Judicial de Zamora.
Finalmente, en torno a 1850, el antiguo municipio de Grisuela se integró en el de Rabanales.

## Situación
Grisuela se encuentra enclavado en la comarca zamorana de Aliste, a unos 13 km de Alcañices, y hace frontera con Portugal en un lugar de difícil acceso. Por su término cruza el río Cebal, afluente del Aliste.

## Demografía
| Gráfica de evolución de Grisuela entre 2000 y 2022 |
|                                                    |

## Patrimonio
Cuenta con una modesta iglesia de esbelta espadaña del siglo XVII. En la pared de la torre hay una piedra con inscripciones hoy indescifrables. Tiene un retablo mayor barroco de cuatro columnas, coronado con un Cristo del siglo XVIII, de hermosa policromía. También hay una imagen de la patrona Santa María Magdalena, del estilo y escuela de Mena, de finales del siglo XVII y una cruz de plata del siglo XVII.

## Fiestas
Dos grandes fiestas rompen la tranquila vida de sus habitantes: Santa María Magdalena, el 22 de julio, y a Santa Lucía, el 13 de diciembre.